# 5022 Roccapalumba
5022 Roccapalumba eller 1984 HE1 är en asteroid i huvudbältet som upptäcktes den 23 april 1984 av den italienska astronomen Walter Ferreri vid La Silla-observatoriet. Den är uppkallad efter Roccapalumba i Italien.
Asteroiden har en diameter på ungefär 32 kilometer.